# 林瓜格洛萨
林瓜格洛萨（義大利語：Linguaglossa），是意大利西西里大区卡塔尼亞廣域市的一个市镇。总面积58平方公里，人口5470人，人口密度94.3人/平方公里（2009年）。ISTAT代码为087021。